# Viana do Castelo
Viana do Castelo (phát âm tiếng Bồ Đào Nha: [viˈɐnɐ ðu kɐʃˈtɛlu]) là thành phố và khu tự quản thủ phủ tỉnh Viana do Castelo. Thành phố thuộc khu vực Norte của Bồ Đào Nha. Dân số thành thị là 36.148 người (năm 2001) còn tổng dân số của khu tự quản là 91.238 người (2006) trên tổng diện tích 318,6 km ².
Thành phố nằm ở cửa sông Lima.